# Drottninggatan

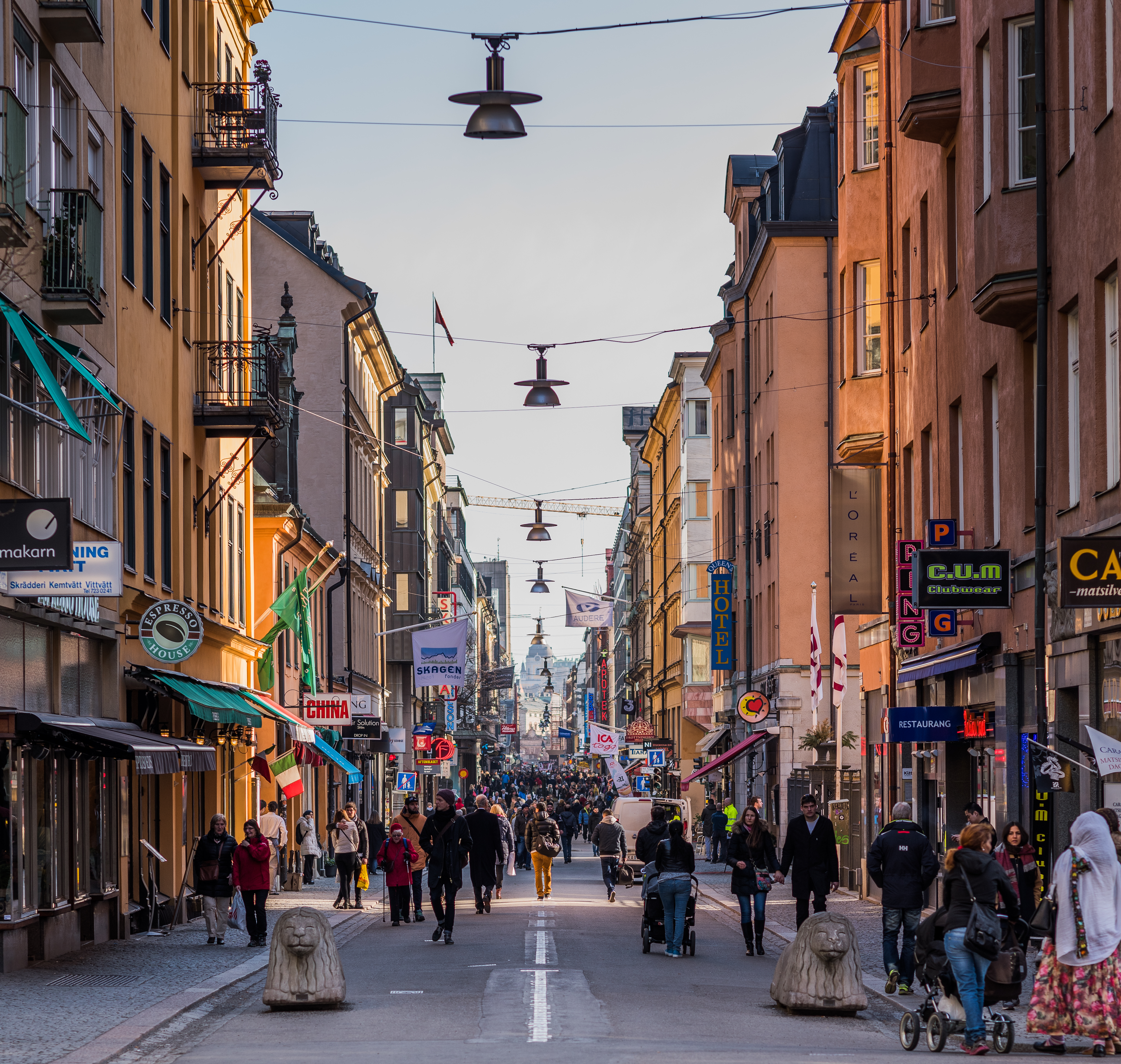
Drottninggatan

Drottninggatan ("Koninginnenstraat") is een van de bekende winkelstraten van Stockholm. De straat begint bij de Rijksdag op Norrmalm en eindigt bij Observatoriekullen ("Observatoriumheuvel") in Vasastaden. Anno 2017 is een groot deel van de straat voetgangersgebied. Er zijn veel grote winkelketens gevestigd, zoals H&M en Åhléns. Aan de straat ligt een plein, Sergels torg. 
In de Drottninggatan vond tweemaal een terroristische aanslag plaats: 
- Op 11 december 2010 was de winkelstraat doelwit van  aanslagen met een autobom en door een zelfmoordterrorist. De dader kwam hierbij om het leven  en er vielen twee gewonden.
- 7 april 2017 vond er een aanslag met een vrachtwagen plaats waarbij een terrorist afkomstig uit Oezbekistan inreed op winkelend publiek. Er vielen vijf doden en vijftien gewonden.